# شاه‌توت‌کوب رگه‌دار
شاه‌توت‌کوب رگه‌دار (نام علمی: Melanocharis striativentris) نام یک گونه از سرده شاه‌توت‌کوب است.